# Diane Arkenstone
Pour les articles homonymes, voir Arkenstone.
Diane Arkenstone est une compositrice et musicienne new age et folk.
Elle a été mariée au musicien David Arkenstone, avec qui elle a réalisé plusieurs albums.

## Albums
- Celtic Passage, 2000
- Healing: Mind, Body, Spirit (The Wellness Series), 2000
- The Healing Spirit, 2001
- Aquaria: A Liquid Blue Trancescape, 2001
- Jewel in the Sun, 2002
- The Best of Diane Arkenstone, 2005
- Stories, 2005
- Christmas Healing, Vol. 1, 2006
- Christmas Healing, Vol. 2, 2006
- Christmas Healing, Vol. 3, 2006
- This Sacred Land, 2009
- The Best of David and Diane Arkenstone, 2010
- Union Road, 2013
- Soul Nektar, 2014
- A Beautiful Christmas, 2014
- Sacred Nation, 2014
- Soul Nektar 2, 2015
- Heart Of The Vineyard, 2018
- Beyond The Golden Sea, 2021
- The Healing Heart, 2021
- Avalon: Between Earth And Sky, 2022